# Rickard Nordin
Rickard Nordin, född 6 maj 1983 i Hults församling, Jönköpings län, är en svensk politiker som är ledamot av Sveriges riksdag samt Centerpartiets talesperson i klimat- och energifrågor. Tidningen Fokus har listat honom som en av Sveriges mest intressanta unga politiker.
Han har, med undantag för två månader hösten 2013 och en månad våren 2014, tjänstgjort som riksdagsledamot sedan oktober 2011, först som ersättare för Anders Flanking och sedan september 2014 som ordinarie ledamot. Han är invald för Göteborgs kommuns valkrets och är suppleant i justitieutskottet och näringsutskottet.

## Biografi
Nordin är född och uppvuxen i Hult, Eksjö kommun, i norra Småland. Innan han 2011, som ersättare för Flanking, blev riksdagsledamot har han bland annat arbetat som städare, receptionist, lärarvikarie och politisk sekreterare. Fram till 2011 var Nordin förste vice ordförande i Centerpartiets ungdomsförbund.

## Politisk karriär
Nordin är idag klimat- och energipolitisk talesperson för Centerpartiet. Vidare är han även ersättare i närings-, miljö- och justitieutskotten.
Nordin har drivit e-sport som en politisk fråga – dels med målsättningen att likställa sporten med övrigt sport, dels att möjliggöra för professionella e-sportutövare att få atletvisum. Detta för att dessa ska kunna träna och arbeta med just e-sport i Sverige, något de kan ha svårigheter med idag, menar Nordin. Han författade en motion i frågan och skickade den till riksdagen under slutet av 2014. Den första och andra att satsen avslogs, men den tredje bifölls. Under 2015 och 2016 skrev Nordin ett antal debattartiklar i ämnet. Datorspel och e-sport är ett stort intresse för honom, och han är en flitig Hearthstone-spelare.
Han har också blivit utsedd till bäst i riksdagen på matematik. Tävlingen var en del av en kampanj för att öka matematikkunskaperna i Sverige, initierat av den ideella organisationen Mattecentrum. Nordin hade alla rätt, och gav dessutom utförliga svar på hur han hade besvarat frågorna.
Nordin var 2014–2016 distriktsordförande för Centerpartiet i Göteborg.